# Amata quadrimacula
Amata quadrimacula là một loài bướm đêm thuộc phân họ Arctiinae, họ Erebidae.